# 台鐵E200—E400型電力機車
E200、E300、E400型電力機車，是臺灣鐵路公司（原臺灣鐵路管理局，略稱臺鐵或臺鐵局）的6動軸大功率電力機車，為正線電力機車主力車型之一。

## 引進概要

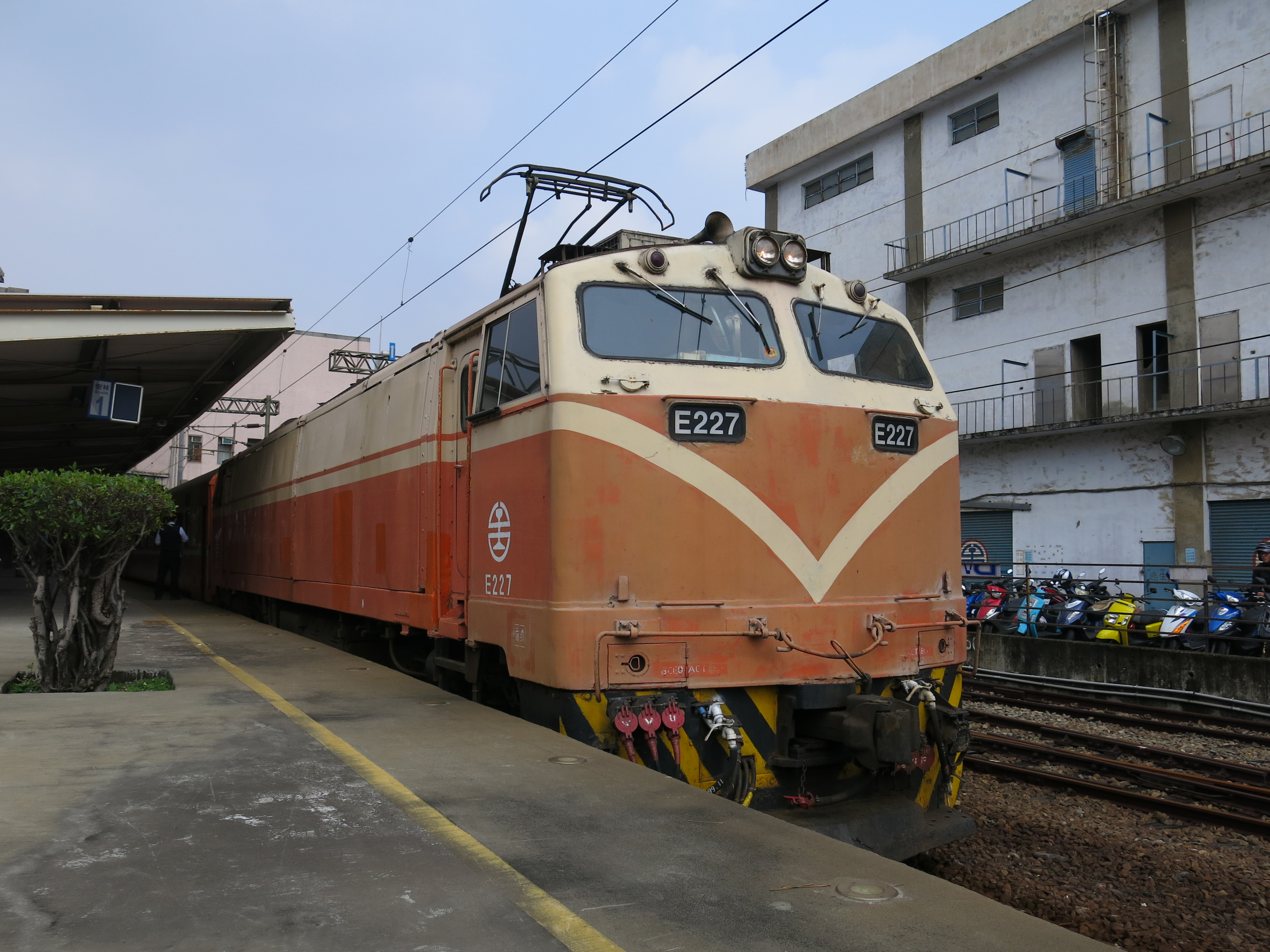
E200型在樹林車站

臺灣鐵路公司（原臺灣鐵路管理局，為因應十大建設的縱貫線鐵路電氣化，就從美國通用電氣運輸公司（簡稱為奇異或者是GE）購入的97輛大功率電力機車，在1975年到1982年間陸續完成交車，就已經有E200、E300、E400型電力機車，原本廠商稱為GE或者是E42C型。不過在通用電氣對於這種機車的品質管理所要求嚴格，所有出廠的車輛都需要行駛通過該公司專為本型車所鋪設的專用1,067mm窄軌試車線（5,000公尺）才能交車。這97輛車都相當的耐用，在多年之後仍是台鐵電力機車的主力車型。
E200型、E300型、E400型電力機車的外觀並沒有明顯差異，主要卻還是以車號作辨識。外觀上E300型因為沒有裝設旅客列車供電用的電動發電機組（Motor-Alternator set），車體前後端的圍板少了帶插頭的三相連結線和插座，端面看起來較為簡潔。不過1990年代牽引冷氣客車的E200、E400型機車運用吃緊，除了E300型加掛電源車後可牽引冷氣客車外，台鐵也將2輛E300型E301號及E302號加裝了電動發電機組併入E200、E400型共同作為牽引莒光號的專用機車。

## 機電系統

### 工作原理
本型機車能源取自電車線電力，由集電弓接觸電車線引入交流電力之後，經真空斷路器接入主變壓器進行降壓，復經由相控整流器調節直流電壓準位，以電樞電壓調節法控制馬達機械功率輸出。
直流牽引馬達本身具有定功率特性，其轉速與轉矩輸出可隨行駛阻力自動調節，調速容易只需要控制馬達端電壓。為擴大馬達可調電壓範圍，整流電路採用三具電橋級聯（cascade），又為簡化整流器閘極觸發電路，第二級和第三級改用整流電橋及調壓開關取代半控整流電橋。

### 受電設備（集電弓及主斷路器）
E200-400型均採用法國法维莱製AM-59 EU型集電弓。至於主斷路器，除了E236-240及E414-418等機車由先前引進的VBT電開關（Joslyn VBT Switch）變更為如同E1000型機車所用亞斯通真空斷路器，其餘車輛之設備仍然為原裝時期之樣貌。部分使用電容比壓器（CCVT）機車，也已經完全汰換為傳統比壓器（HVT）。

### 電力牽引設備（馬達及控制）
每輛機車裝置6具GE761型直流串勵式的牽引馬達，其電源為三段級聯電橋，除第一段為半控整流電橋，其餘兩段為不可控整流電橋，另裝置調壓開關（tap switch）控制電橋的工況。本型機車連續出力為2,800kW，最大牽引力也可達20,100kgw。另外本型機車無速控功能，所以電門僅具有牽引力控制模式（馬達電流控制）。原廠設計也可提供多輛機車進行重聯總控制運轉（MU train control），但在1990年左右已陸續拆除重聯總控制之跳線插座。

### 軔機設備
本型車裝用西屋（WABCO）製26LA型空氣軔機，為SA26單獨司軔閥（僅控制機車空氣軔機）與26C自動司軔閥（控制全列車自動空氣軔機）分開操控之設計。主風泵（空氣壓縮機）設於機械室，由散熱鼓風機馬達透過聯軸器帶動，採連續運轉。

### 電動發電機組
E200型及E400型原廠均設有GDY60型自激式電動發電機組（Motor-Alternator Set，常簡稱MA），由四極直流串激馬達與四極同步發電機共殼組成，發電機輸出電力可提供空調列車所需的440V冷氣及照明用電。

### 備註
- 單相三段橋（級聯）相控整流電路（bridge in cascade）是由一段半控電橋與兩段不可控電橋組成。目的在擴大可調電壓範圍，並彌補單純相控電路的低功率因數，每一電橋都另有電源開關（控制方式的設計可減少兩級點火電路，但多了三個磁吹消弧接觸器）。
- 電動發電機組從動端是同步發電機，一般會以IEC的術語Motor-Generator set或Motor Generator稱之。GE公司在E42C維修手冊則以Motor-Alternator set稱之，台鐵譯為馬達交流發電機組。
- 轉向架軸式分類有AAR分類表示法C-C，及大英國協（UK）分類表示法Co-Co，臺鐵及中國大陸都使用Co-Co分類表示法。

## 各形式概要

### E200型

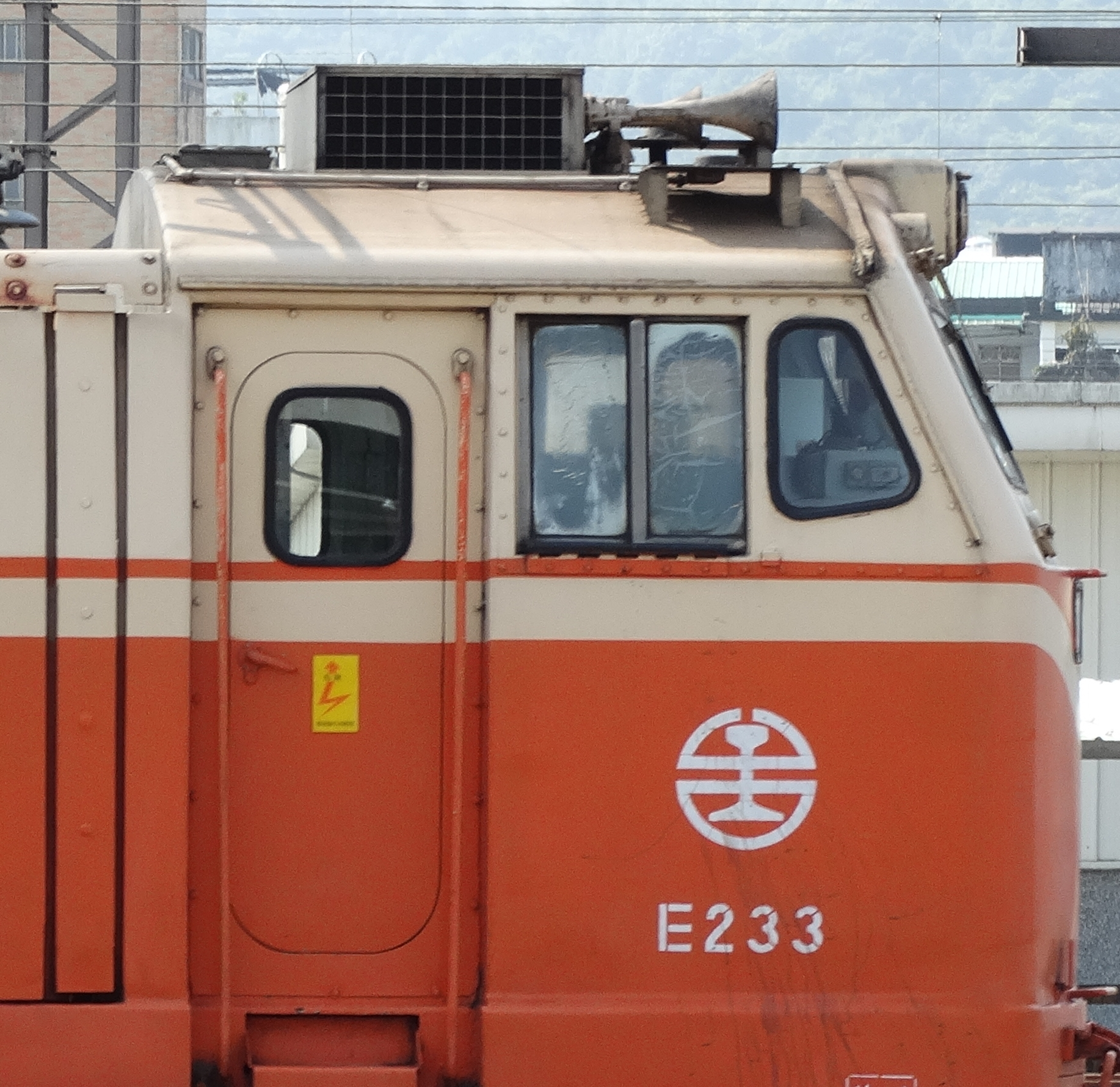
E200型的原始駕駛室側窗

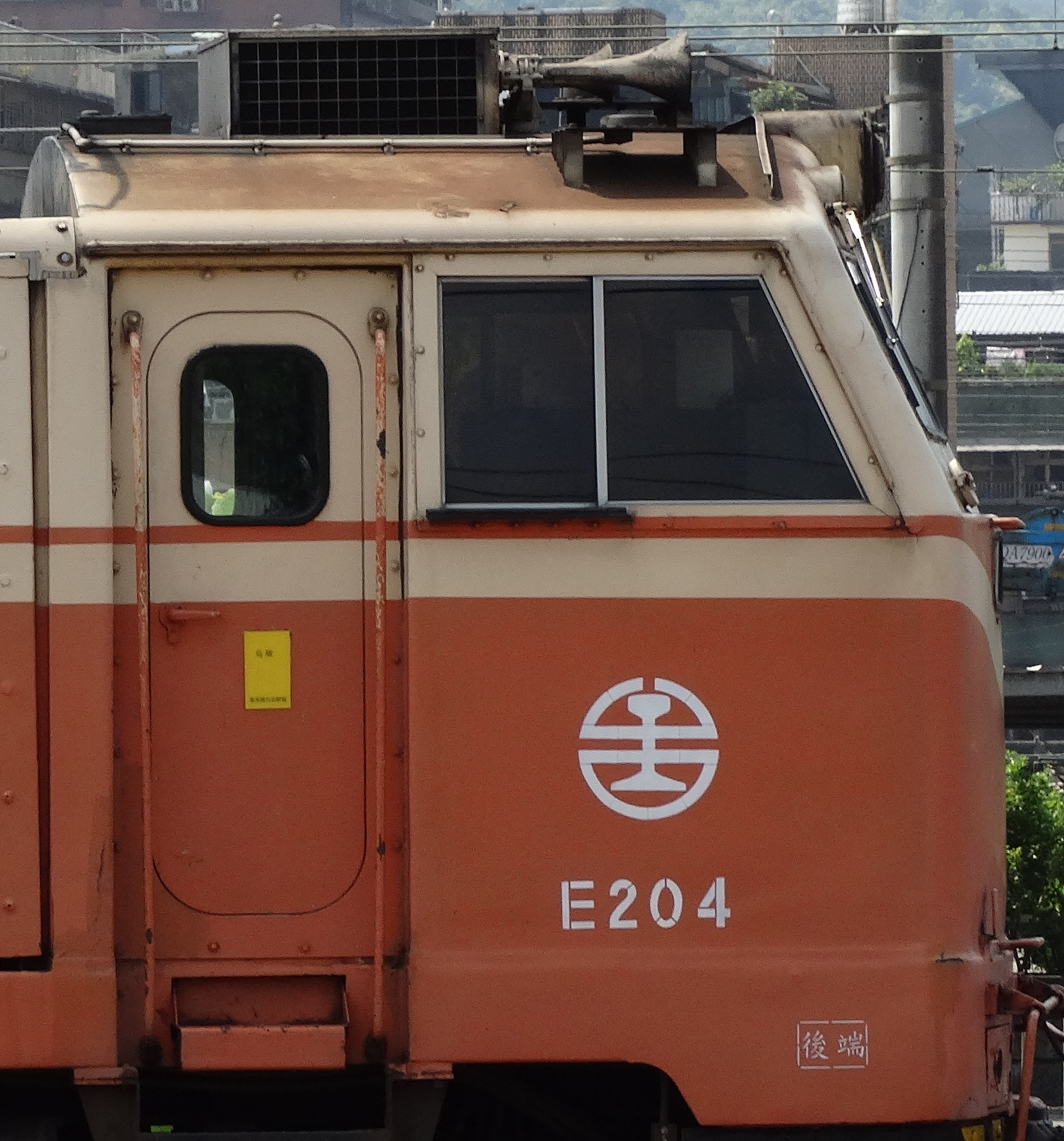
E200型駕駛室窗戶改造後外型

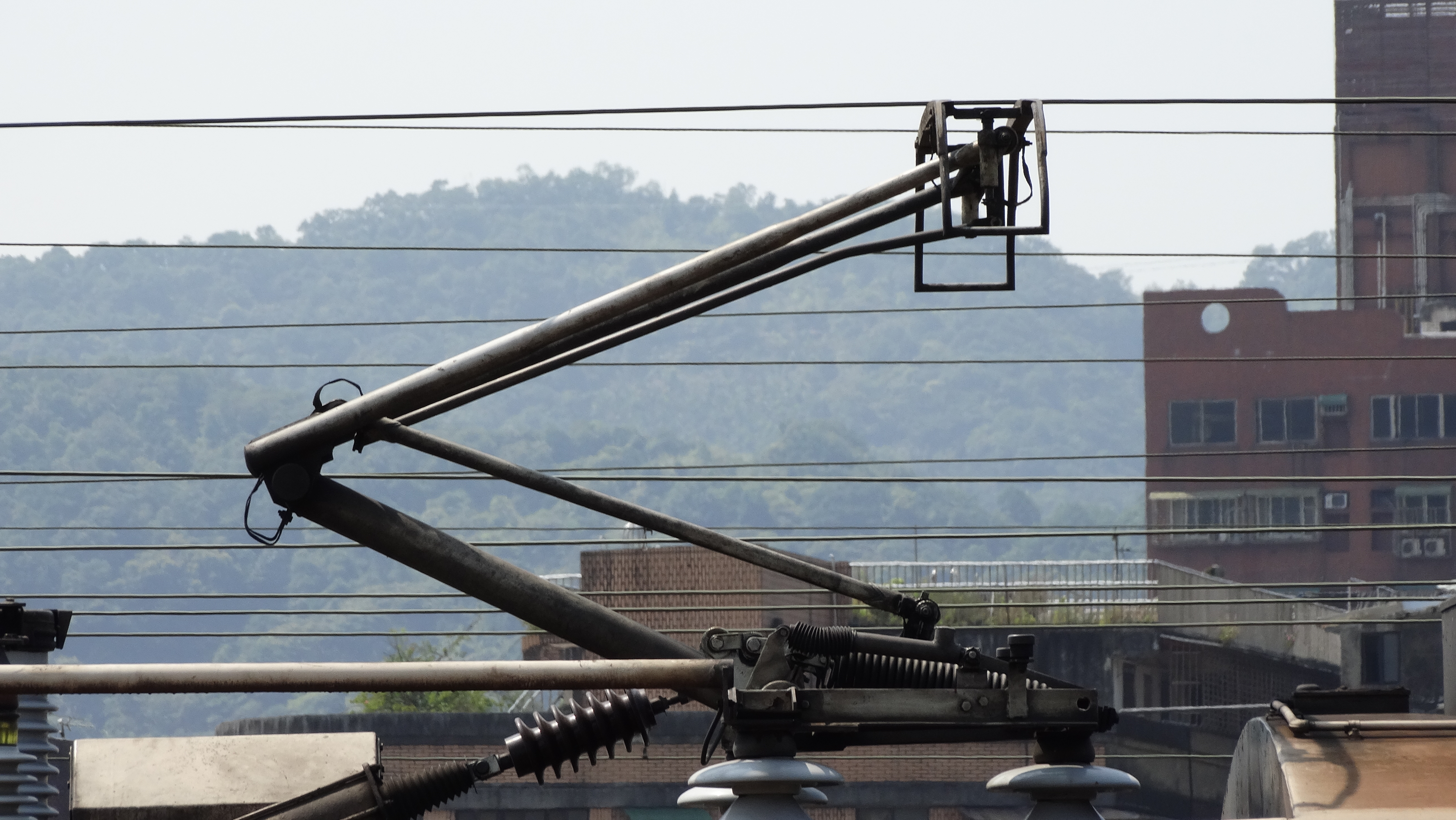
E200型的集電弓特寫

E200型於1978年時引進35輛，後又於1992年購入五輛，共計採購40輛。機車總重量96公噸。該車型全數裝備M-A set，可提供旅客列車空調機所需的440伏特電源。1992年時引進的5輛裝設有自動列車控制裝置（ATC）系統。2007年後已與其它各式現役動力車皆統一改換為列车自动防护系统（ATP）。
其中E203、E204兩車在海運途中，因為暴風雨吹襲，導致在甲板上的這兩輛車的車身落入太平洋。因轉向架與車身分開運輸而未落海，經GE公司重造車身後於1979年運送到台灣交車使用。
原駕駛室側窗為一扇三角亮窗（front vent）及兩扇橫拉窗（horizontal sliding window），因窗框老舊及滑軌磨損而常卡滯，雨水經常滲入駕駛室內。目前E201～E232等機車側窗已改為一固定扇一活動扇的橫拉窗。

### E300型
E300型採購39輛，跟E200型相比較早一年製造，其中E306於1977年10月中旬時已交車投入營運；機車總重量96噸。最初原廠設計並無M-A set，故牽引空調列車時須加掛電源行李車提供客車車廂電源。後來在1990年代E301、E302由臺北機廠加裝M-A set，使其能牽引空調列車，以彌補E200、E400型數量的不足，緩和機車的調配壓力。

### E400型
E400型採購18輛，於1980年至1982年間引進。機車總重量因設計需高速行駛所以降至92公噸。亦裝有M-A set，可牽引空調列車。原廠設計的傳動齒輪比較E200、E300高，最高時速可達130公里，但啟動牽引力及爬坡能力相對變差（E200、E300為20100kgw，E400原廠設計僅16800kgw）。台鐵為了簡化後勤管理及應用範圍，已將部分E400型的傳動齒輪比陸續改造成與E200、E300相同。經改造後的E400型牽行駛引力從16800kgw提升為20100kgw，最高時速則降至110公里。

## 近年使用情況

### 概要

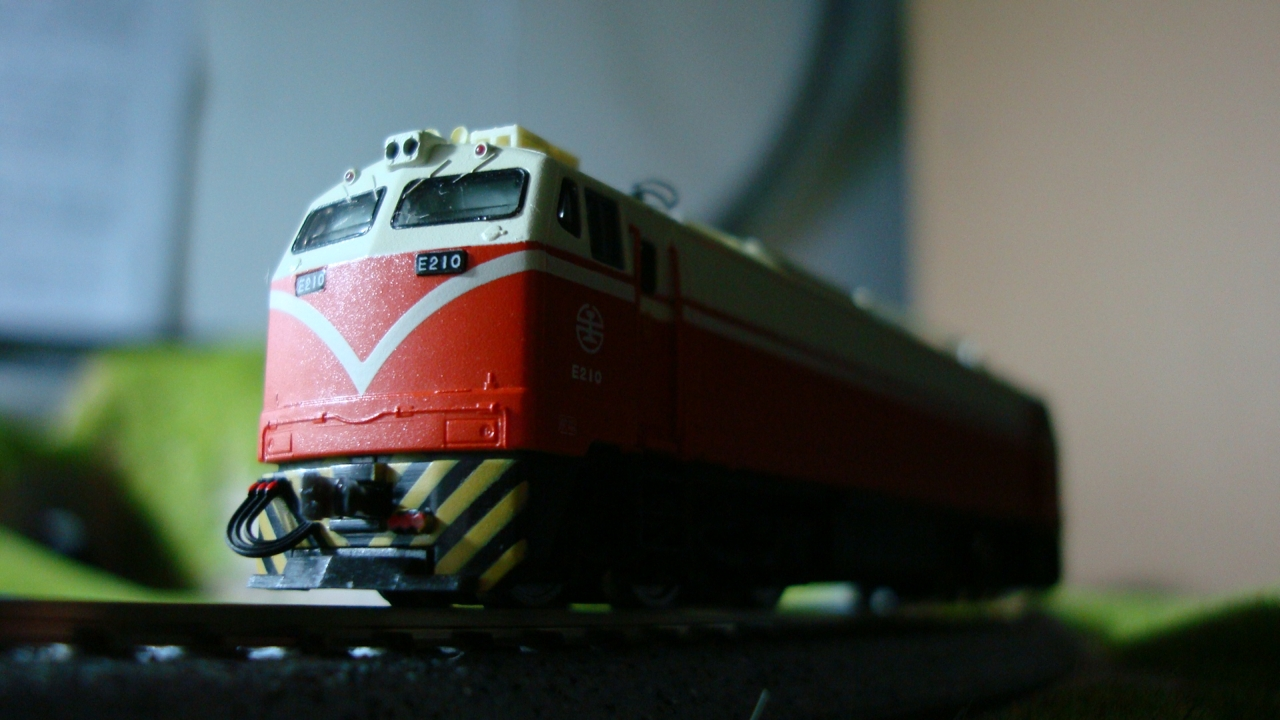
E200的N比例鐵道模型（鐵支路）

- E200型部分，增備車（E236～E240）配屬七堵機務段，其餘車輛則配屬高雄機務段，2011年底E235改配屬七堵機務段。

- E300型部分，目前有加裝M-A set之改造車（E301、E302）均配屬七堵機務段，E303～E315配屬七堵機務段，其餘車輛則配屬彰化機務段。因本型車無M-A set之故，主要在電氣化鐵路區間牽引貨物列車以及行包列車，或做為故障列車的救援機車，亦可作為輔助機車（補機）使用。

- E400型部分，所有車輛均配屬七堵機務段。

- 除了後期引進的5輛E200型以外，其餘車輛皆已使用40年以上，故障率升高且美國原廠已停止生產電力機車，零件來源減少。因此部分E300型已遭停用報廢，作為零件供應車，優先支援E200型與E400型使用。台鐵近年新型列車多採用電聯車，以機車牽引的列車越來越少。就在2019年10月8日台鐵宣布新型68輛電力機車已順利決標。E500型開始營運後雖優先取代E1000型推拉式自強號機車頭，然已使用大約40年的GE電力機車也將逐漸走入歷史。

- 2024年E233、E234改配屬七堵機務段，E312、E315改配屬彰化機務段。

### 特殊塗裝車輛
- 現存：
  - E405、E415、E416、E418：夕景塗裝（鳴日號專用機車頭）

- 已卸除：
  - E212：2019年南海電鐵友好紀念彩繪（台日友誼號）
  - E213：2019年南海電鐵友好紀念彩繪（藍武士號）
  - E224：2005年逢甲大學「希望列車」招生彩繪
  - E237：2001年Keep Walking約翰走路彩繪車
  - E413：2015年台灣燈會彩繪車
  - E418：2016年觀音彩繪列車
  - E237、E238、E239、E417：夕景塗裝（鳴日號專用機車頭）

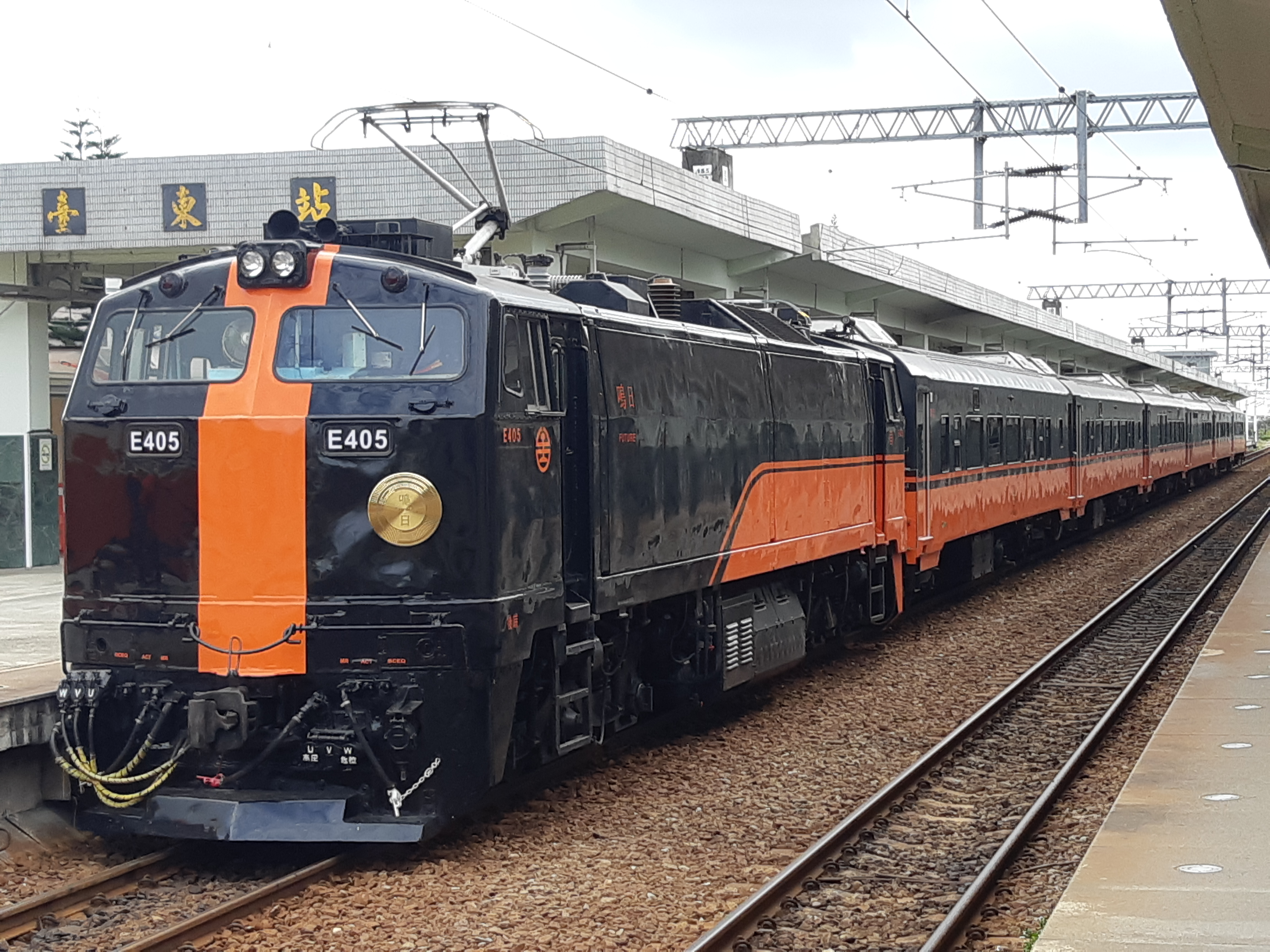
E405夕景塗裝
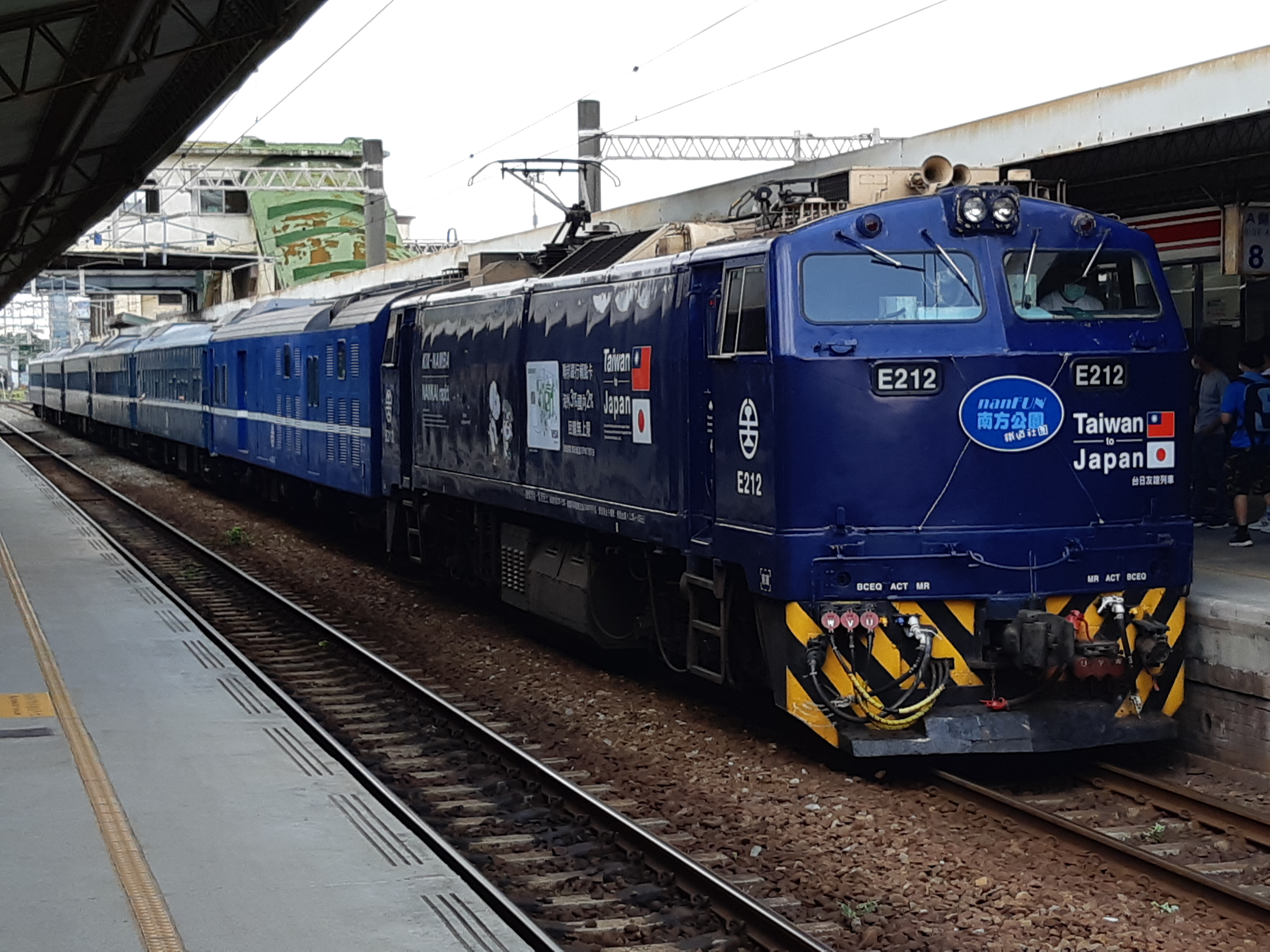
E212台日友誼號彩繪車
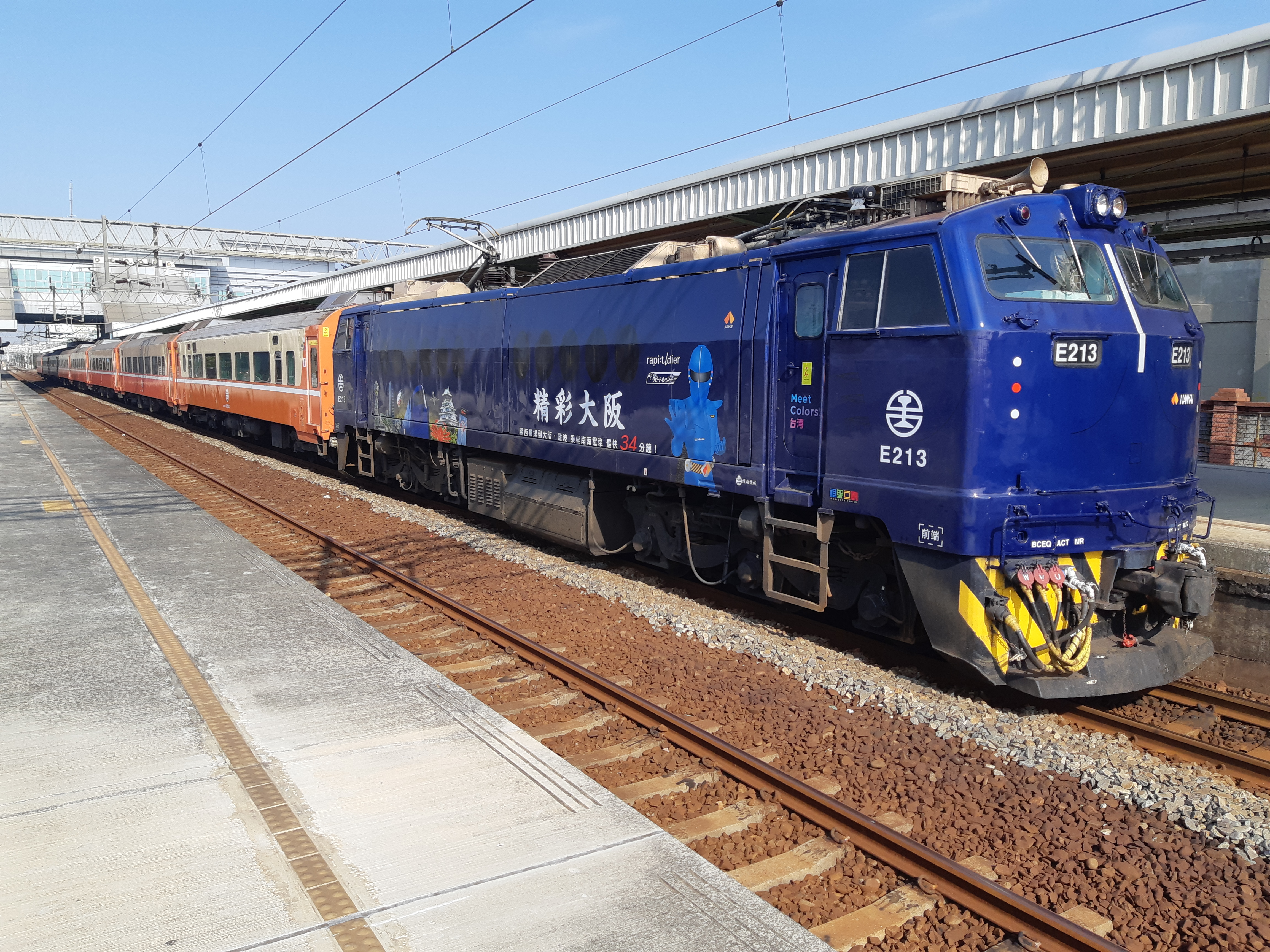
E213藍武士號彩繪車
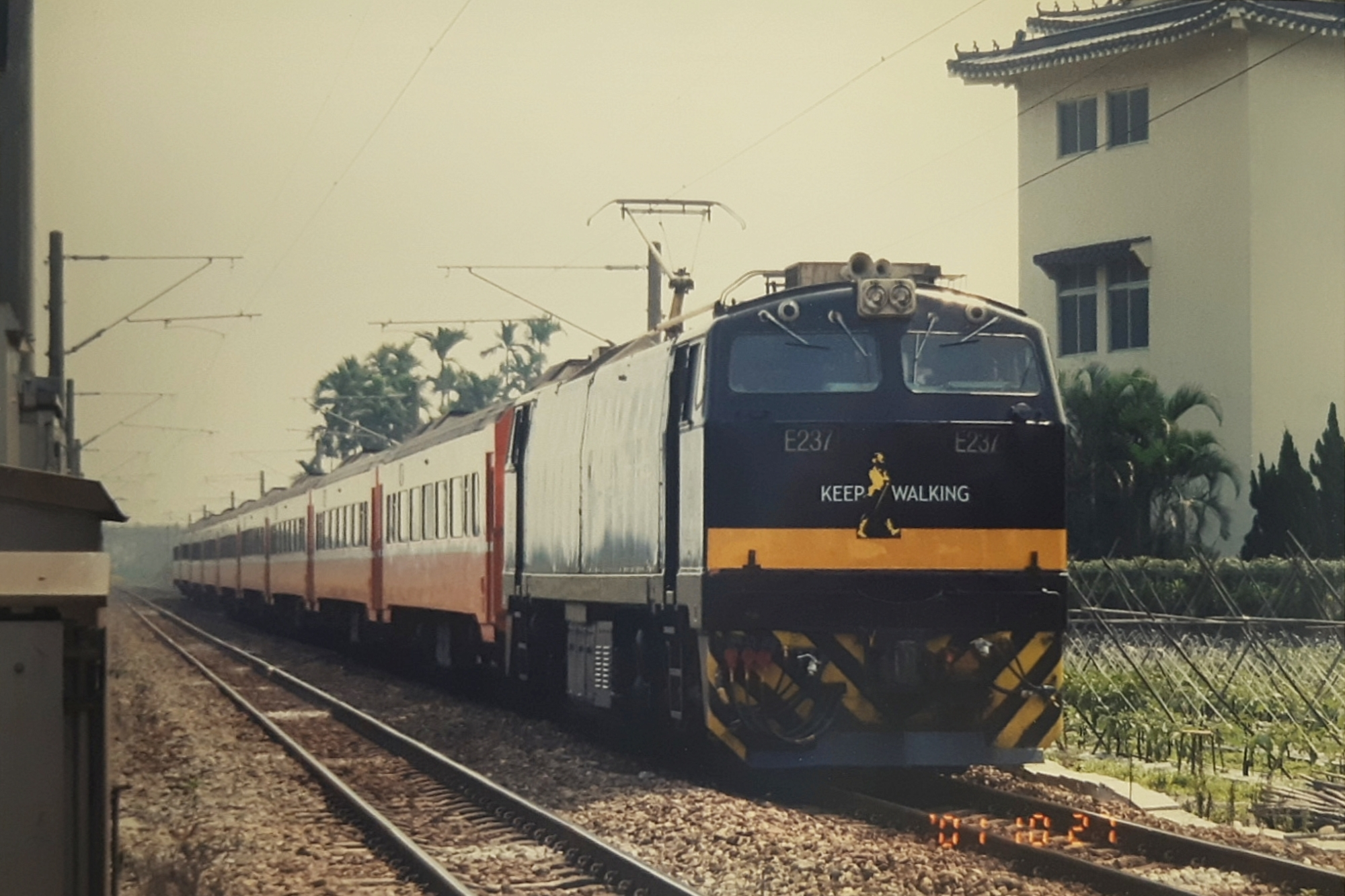
Keep Walking約翰走路彩繪車E237
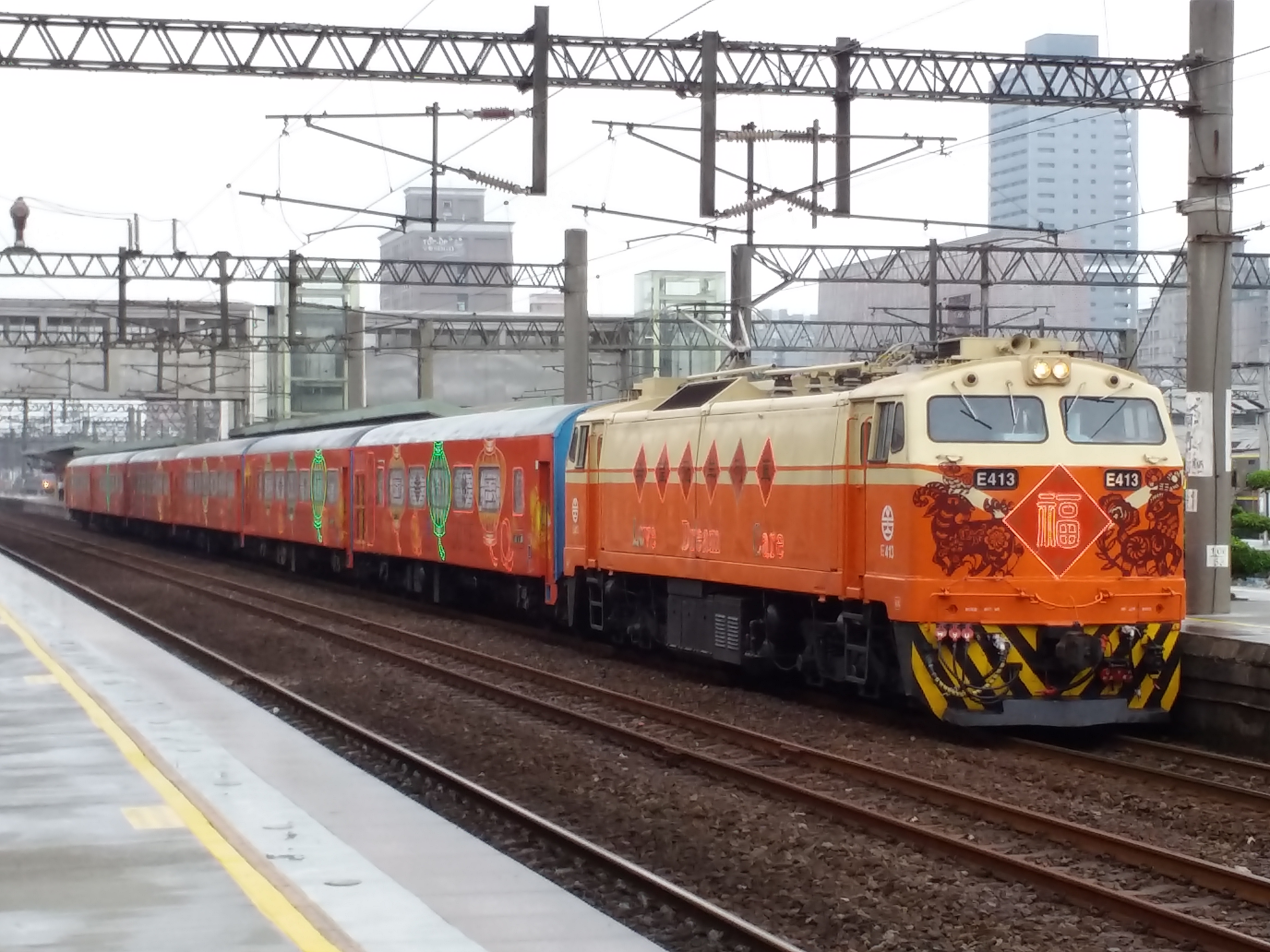
2015年台灣燈會彩繪車─E413牽引復興號行駛

## 保存車輛
- E308：2023年1月報廢後，經修復後於10月4日迴送至苗栗，靜態保存於苗栗火車頭園區。

## 外部連結
- Train Collection